# Leiser (Lied)
Leiser ist ein Lied der deutschen Popsängerin Lea, das im September 2017 erschien.

## Entstehung und Veröffentlichung
Das Lied wurde von der Interpretin selbst, zusammen mit den Autoren Alexander Knolle (Alex Lys) und Sebastian Moser (Curlyman), geschrieben. Für die Produktion zeichnete Kraans de Lutin verantwortlich.
Die Erstveröffentlichung von Leiser erfolgte als Single am 15. September 2017 bei Four Music. Diese erschien als digitaler Einzeltrack zum Download uns Streaming. Am 13. Oktober desselben Jahres erschien eine Akustikversion des Liedes sowie 27. Oktober ein Remix von Salt & Waves. Am 14. September 2018 erschien das Lied als Teil von Leas zweiten Studioalbum Zwischen meinen Zeilen (Katalognummer: 88985430932), dessen zweite Singleauskopplung es ist.

## Musikalische Erstellung
Das Lied handelt von einer Liebesbeziehung, in der eine Person zunehmend an Kraft verliert und sich schließlich dazu entschließt, die Beziehung zu verlassen. Der Song thematisiert, wie die Protagonistin in der Beziehung immer stiller wird, während ihr Partner von sich und der Partyszene erzählt. Freunde bemerken, dass sie neben ihrem Partner immer leiser wird. (Zitat: „Alle meine Freunde, alle meine Freunde, finden, dass ich leiser bin, leiser, seit ich bei dir bin.“) Das Lied vermittelt das Gefühl, dass etwas nicht stimmt, wenn der Partner nur noch von sich selbst spricht, und mündet in der Entscheidung, die Beziehung zu beenden.

## Kommerzieller Erfolg

### Chartplatzierungen
| ChartsChartplatzierungen | Höchstplatzierung | Wochen |
| ------------------------ | ----------------- | ------ |
| Deutschland (GfK)        | 13 (29 Wo.)       | 29     |
| Österreich (Ö3)          | 41 (7 Wo.)        | 7      |
| Schweiz (IFPI)           | 36 (3 Wo.)        | 3      |

| ChartsJahrescharts (2017) | Platzierung |
| ------------------------- | ----------- |
| Deutschland (GfK)         | 32          |

### Auszeichnungen für Musikverkäufe
| Land/Region        | Auszeichnungen für Musikverkäufe (Land/Region, Auszeichnung, Verkäufe) | Verkäufe |
| ------------------ | ---------------------------------------------------------------------- | -------- |
| Deutschland (BVMI) | Platin                                                                 | 400.000  |
| Insgesamt          | 1× Platin ·                                                            | 400.000  |

## Coverversionen
- 2018: Die Schlümpfe – Heiser (Album: Hey, Mister DJ)
- 2020: Ilse DeLange (Album: Sing meinen Song – Das Tauschkonzert, Vol. 7)